# Paul McCartney’s Standing Stone
Paul McCartney’s Standing Stone — второй альбом классической музыки Пола Маккартни, выпущенный в 1997 году, вскоре после альбома Flaming Pie. Его презентация состоялась в Альберт-холле 14 октября 1997 года.

## Об альбоме
Paul McCartney’s Standing Stone состоит из длинной композиции, автором которой стал Пол Маккартни. Исполнил композицию Лондонский симфонический оркестр под руководством Лоуренса Фостера на студии Эбби Роуд, принадлежащей компании EMI. В отличие от предыдущего симфонического альбома Paul McCartney's Liverpool Oratorio, выпущенного в 1991 году, Standing Stone не оперный, а по большей части инструментальный, хотя в нём и используется хор.
На обложке альбома помещена одна из фотографий, сделанных Линдой Маккартни в конце 1969 — начале 1970 годов, и помещённая вместе с другими на внутренней стороне обложки первого альбома сэра Пола. Этот проект явился последним альбомом Пола перед смертью Линды 17 апреля 1998 от рака груди, который был диагностирован на три года ранее.
Выпущенный в сентябре 1997 года альбом был хорошо принят и достиг первой позиции в различных чартах классической музыки, а также продержался одну неделю на 174-й позиции в американском поп-чарте.

## Список композиций
Авторство всей музыки принадлежит Полу Маккартни.

### Действие I — After heavy light years
1. «Fire/Rain» Allegro energico — 4:30
2. «Cell Growth» Semplice — 8:30
3. «'Human' Theme» Maestoso — 3:36

### Действие II — He awoke startled
1. «Meditation» Contemplativo — 3:57
2. «Crystal Ship» Con moto scherzando — 2:02
3. «Sea Voyage» Pulsating, with cool jazz feel — 3:39
4. «Lost At Sea» Sognando — 4:37
5. «Release» Allegro con spirito — 1:54

### Действие III — Subtle colours merged soft contours
1. «Safe Haven/Standing Stone» Pastorale con moto — 4:11
2. «Peaceful moment» Andante tranquillo — 2:09
3. «Messenger» Energico — 3:35
4. «Lament» Lamentoso — 2:26
5. «Trance» Misterioso — 5:32
6. «Eclipse» Eroico — 4:57

### Действие IV — Strings pluck, horns blow, drums beat
1. «Glory Tales» Trionfale — 2:40
2. «Fugal Celebration» L’istesso tempo. Fresco — 4:25
3. «Rustic Dance» Rustico — 2:00
4. «Love Duet» Andante intimo — 3:43
5. «Celebration» Andante — 6:15